# Пагорб Аясулук
Пагорб Аясулук — курган, розташований у районі Сельчук, на південь-південний схід від  міста Ізмір. До проведення широких досліджень у регіоні вважалося, що стародавнє місто Ефес було засноване іммігрантами з Греції приблизно в 1050 році до нашої ери.  Однак розкопки, особливо на пагорбі Аясулук і кургані Чукурічі, показали, що в безпосередній близькості були поселення епохи неоліту, які датуються 8 тисячами років до нашої ери.  Ті ж розкопки показали, що Ефес був заснований в епоху ранньої бронзи і що пагорб Аясулук був одним із перших ефеських поселень, що датуються ще  давніше. З іншого боку, в Хіттитський період на заході Анатолії столицею королівств Арзава та Міра, які належали до імперії, була Апасас, і, ймовірно, це місце знаходилося на пагорбі Айасулук. Відомо, що місто, яке розвивалося в Ефесі під час елліністичного та римського періодів, знову перемистилось на пагорб Аясулук у візантійський період, та було захоплене турками в 1330 році і стало столицею князівства Айдиногуллари . Поселенняпочало скорочуватися з 16 століття.

## Розкопки
Розкопки в замку були проведені Музеєм Ефеса в 1960 році. Розкопки другого періоду були розпочаті в 1990 році і тривали  до 2003 року. Пізніше пагорб Аясулук, Базиліка Святого Іоанна або пагорб Аясулук і пагорб Святого Іоанна в 2007 році за рішенням Кабінету Міністрів, був переданий на відповідальність наукової команди під керівництвом доцента доктора Мустафи Бюйюкколанджі з Археологічного факультету Університету Памуккале для проведення розкопок та ремонтних робіт.  Під час цих розкопок були розкопані будинки південного схилу, дороги, замковий павільйон і баня у внутрішньому замку. За підтримки муніципалітету Сельчук у 2010 році було розпочато масштабні ремонтні роботи на західних фортифікаційних стінах.  З 2020 року розкопки та ремонтні роботи на пагорбі Айасулук і пам'ятнику Святого Іоанна проводяться під керівництвом доктора викладача Сінана Мімароглу з кафедри історії мистецтв Факультету мистецтв і наук університету Хатай Мустафа Кемаля.
Основною метою розкопок є з'ясування історії Ефеса, яка вважається надзвичайно важливою для анатолійської та світової археології , а також пролити світло на доісторичні періоди регіону. 

## Розшарування
У відкритій траншеї в південно-східному куті Внутрішнього замку виявлено 6 шарів. Відповідно, курган був заселений безперервно від ранньої бронзової доби до елліністичного періоду . 

## Знахідки
Візантійський період, що охоплює V і VI століття нашої ери, є основним етапом будівництва так званого Палацу єпископа. Крім того, на південному-східному куті зовнішньої стіни розташований резервуар, який також називають Великим Сарнічем або будівлею AN. Розміри будівлі 32,66 х 30,07 метрів ззовні назовні та 27,20 х 25,80 метрів зсередини всередину.  Відомо, що воду до цистерни подавали акведуками. Акведуки доставляли воду з джерел води на сході місця Пранга між Белеві та Сельчуком до поселення Аясулук. Сьогодні вони подекуди збереглися до 15-метрової висоти. 
Замок Аясулук, який можна побачити сьогодні, є сельджуксько - османським замком. Як і зовнішні стіни, Внутрішній замок був побудований з бутового каміння та перероблених матеріалів і зміцнена 15 вежами. Внутрішній замок має два входи, один із заходу та один зі сходу. Західні ворота повинні бути захищені стінами, що виступають назовні. У Внутрішньому замку є п'ять цистерн. Одним із них є власне східна (апсидна) частина базиліки, побудована у візантійський період.  Будівля, відома як базиліка Святого Іоанна, була побудована візантійським імператором Юстиніаном I між 527 і 565 роками.  Базиліку було перетворено на цистерну, коли замок перейшов під контроль Туреччини. При ньому також була побудована лазня.  
Під час розкопок 2009 року було виявлено важливу структуру, яка займає домінуюче місце в замку. У споруді використовували камінь, цеглу та вапняний розчин, розміри якого зовні 11,0 х 10,2 м, а всередині 9 х 8 м. При будівництві східних і південних воріт використовувався мармур. Подібно до мотивів виноградників, які використовуються як декоративні елементи на дверях, є також прикраси мечеті Іса-Бея всередині замку. З цієї причини вважається, що ця будівля, визначена як особняк замку, і мечеть були побудовані в той самий період і тими ж каменярами. Згадувану будівлю, ймовірно, є двоповерховою будівлею, зображеною на гравюрі англійського мандрівника Дж. Ковела, який відвідав Айасулук у 1670 році. Однак, оскільки його немає на гравюрі, датованій 1690 роком, вважається, що він був знесений між цими двома датами. Стверджується, що особняк замку був побудований у 1375 році Фахреддіном Іса-беєм, який побудував мечеть Іса-бея, між 1350 і 1390 роками, коли Аясулук був столицею князівства Айдиногулларі .

## Оцінка та датування
О. Бендорф був першим дослідником найдавнішого поселення в Ефесі . Бендорф запропонував пагорб Аясулук як місце для локалізації Ефесу. 
Шостий шар містить такі знахідки, як контейнери для зберігання з трьома ніжками, деталі, прикрашені цвяхами, і циліндричні кришки, датовані фазою ранньої бронзи Троя I, шарами Емпоріо VII, Ліман Тепе, Бакла Тепе ранньої бронзи. 

## Зовнішні посилання
- Офіційний веб-сайт розкопок на пагорбі Аясулук [Архівовано 2020-04-25 у Wayback Machine.]   </link>
- Управління культури та туризму Ізміра. [ мертве/зламане посилання ]</link> Архітектура пагорба Аясулук, фото